# Andreu Guerao Mayoral
Andreu Guerao Mayoral, (nascut el 17 de juliol de 1983 a Barcelona), és un exfutbolista català que jugava com a migcampista. Format al planter del FC Barcelona, va jugar entre d'altres equips amb el Racing de Santander i amb l'FC Dinamo Tbilisi de Geòrgia.